# Aldred Lumley (10e comte de Scarbrough)
Aldred Frederick George Beresford Lumley (16 novembre 1857 - 4 mars 1945) est un pair, un soldat et un propriétaire foncier anglo-irlandais. Il est connu pour son long service à la fois dans l'armée territoriale et dans la politique, dont 60 ans à la Chambre des lords, et pour ses contributions à la croissance de la station balnéaire de Skegness, dans le Lincolnshire . 10e comte de Scarbrough, il est titré vicomte Lumley de 1868 à 1884.

## Jeunesse
Lumley est né au Château de Tickhill dans le West Riding of Yorkshire, le deuxième fils de Richard Lumley et de Frederica Drummond, petite-fille de John Manners. Du côté de sa grand-mère paternelle, il descend de la famille Beresford; ses parents irlandais notables sont l'évêque George Beresford et le comte de Tyrone,. Il fait ses études au Collège d'Eton. Son frère aîné Lyulph, vicomte Lumley meurt en 1868 à l'âge de 18 ans, laissant Aldred comme héritier des titres de famille.

## Carrière
En 1877, il entre dans le 7e Hussards où il sert pendant six ans et participe à la Guerre anglo-zouloue en 1879. Il est à Natal lors du déclenchement de la première guerre des Boers en 1881. En 1883, il quitte le service pour aider son père malade à gérer leurs domaines à Sandbeck Park dans le South Yorkshire et à Lumley Castle dans le comté de Durham. Après la mort de son père l'année suivante, il est contraint de quitter le siège de la famille de Sandbeck Park en raison de la grande dépression agricole.
Scarbrough est un marin passionné et membre du Royal Yacht Club. Pendant six ans, il fait le tour du monde, visitant l'Inde, l'Afrique, les Antilles et l'Amérique centrale et du Sud. Il voyage avec l'explorateur Frank Linsly James à bord du HMS Waterwitch et est avec lui lorsque James est tué par un éléphant en 1890 au Gabon.
Il est membre du conseil de la Royal Niger Company et pendant ce temps visite l'Afrique avec Sir George Goldie pour conclure des traités avec les chefs de tribu. Au cours de ses voyages, il développe un vif intérêt pour la botanique.
Il est Lord Lieutenant du West Riding of Yorkshire de 1892 à 1904. Le 24 octobre 1891, il est nommé lieutenant-colonel aux commandes des Yorkshire Dragoons, un régiment local de Yeomanry. Au début de février 1900, il est nommé commandant en second d'un bataillon de la Yeomanry impériale, avec le grade temporaire de major dans l'armée, et sert avec lui pendant la seconde guerre des Boers . Après son retour au Royaume-Uni, il est nommé aide de camp du roi Édouard VII dans la liste des honneurs du couronnement de 1902 le 26 juin 1902, avec le grade régulier de colonel servant jusqu'à la mort du roi en 1910. Il est commandant de la Brigade montée dans le Yorkshire, président de l'Association territoriale de West Riding à partir de 1908 et directeur général de la force territoriale avec le grade honorifique de major-général de février 1917 jusqu'à sa retraite en 1921. Il est nommé colonel honoraire de la 54e Brigade moyenne (West Riding &amp; Staffordshire), Artillerie royale, le 10 mars 1923.
Scarbrough est nommé Chevalier Grand-Croix de l'Ordre de l'Empire britannique (GBE) peu de temps avant sa retraite de la Force territoriale en 1921 pour son service militaire. Il est fait chevalier et est sous-prieur de l'Ordre de Saint-Jean de Jérusalem de 1923 à 1943.

## Skegness
En plus de ses domaines dans le Yorkshire, le comte possède des terres considérables autour de la ville balnéaire de Skegness, Lincolnshire qui devient accessible par chemin de fer en 1873. À cette époque, c'est un petit village de pêcheurs. Reconnaissant sa valeur potentielle en tant que destination de vacances, Scarbrough et son agent commercial prévoient de transformer Skegness en une station balnéaire. Pendant trois décennies, il contribue à stimuler la croissance de la ville avec ses plans, notamment la construction d'une grande jetée, une église, des promenades bordées d'arbres, des parcs, des jardins, des maisons et des hôtels. D'un village de seulement 500 habitants en 1850, la ville passe à 2000 résidents permanents au tournant du siècle.

## Famille

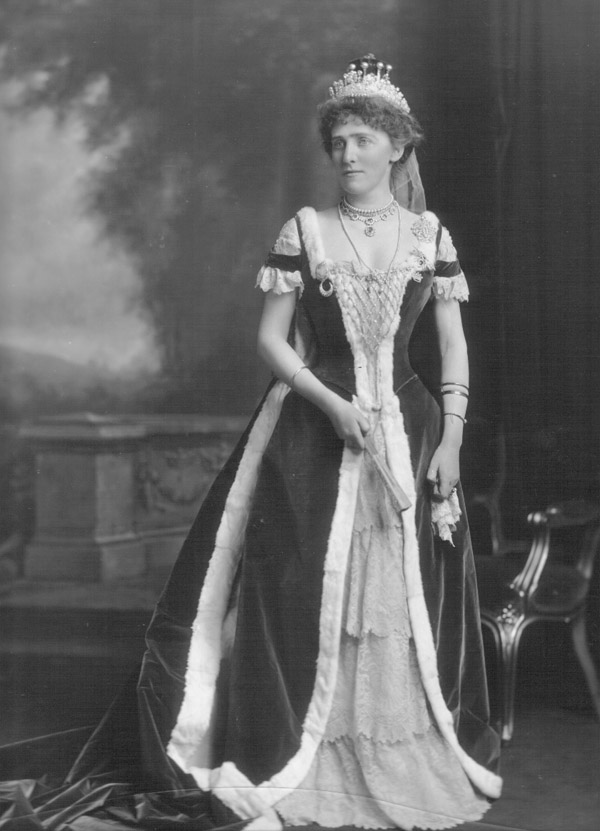
La comtesse de Scarbrough, photographiée le 27 novembre 1902.

Le 8 avril 1899, Scarbrough épouse Lucy Cecilia Dunn-Gardner (décédée le 24 novembre 1931), veuve du colonel Robert Ashton (décédé en 1898), à Christ Church, Mayfair. Lucy est la fille de Cecil Dunn-Gardner et est elle-même nommée Dame de Grâce de l'Ordre de Saint-Jean de Jérusalem pour son travail avec l'hôpital. Sa femme a un fils et une fille de son premier mariage. Elle et le comte ont une fille, Serena Lumley (1901–2000), qui épouse Robert James, troisième fils du baron Northbourne,. Leur fille aînée Ursula James épouse David Allan Bethell, 5e baron Westbury (1922–2001) en 1947; les princesses Elizabeth et Margaret et le duc et la duchesse de Gloucester assistent à leur mariage à St Martin-in-the-Fields. Leur fils aîné Richard Bethell, 6e baron Westbury est l'actuel baron. Leur plus jeune fille, Serena Fay James, (1929-2002) épouse Colin Griffith Campion (1933-2016) et ils ont 4 enfants: Georgina Serena, Christina Fay, Meriona Patricia et Marcus Robert Guy.
La belle-fille de Scarbrough, Dorothy Violet Ashton (1885–1956), épouse en 1914 Gerald Wellesley (1885–1972), qui succède à son neveu en tant que duc en 1943. Le mariage n'est pas un grand succès, mais a un fils et une fille. Le fils est le 8e duc de Wellington (1915–2014). Lady Serena refuse la demande en mariage de son beau-frère, alors duc de Wellington, après la mort de leurs époux respectifs.
Le comte meurt en 1945 et est remplacé aux titres de famille par son neveu, Roger Lumley.